# هغادة
الهَغَّادة أو الحِجادة هو نص يهودي يحدد شعائرًا في عيد الفصح. إن قراءة الحجادة على مائدة عيد الفصح وفقًا لليهودية هي تحقيق للوصية لكل يهودي أن يروي لأطفاله القصة من سفر الخروج عن الرب الذي أخرج بني إسرائيل من التيه في مصر بيد قوية وذراع ممدودة.